# Seznam sídel na řece Váh

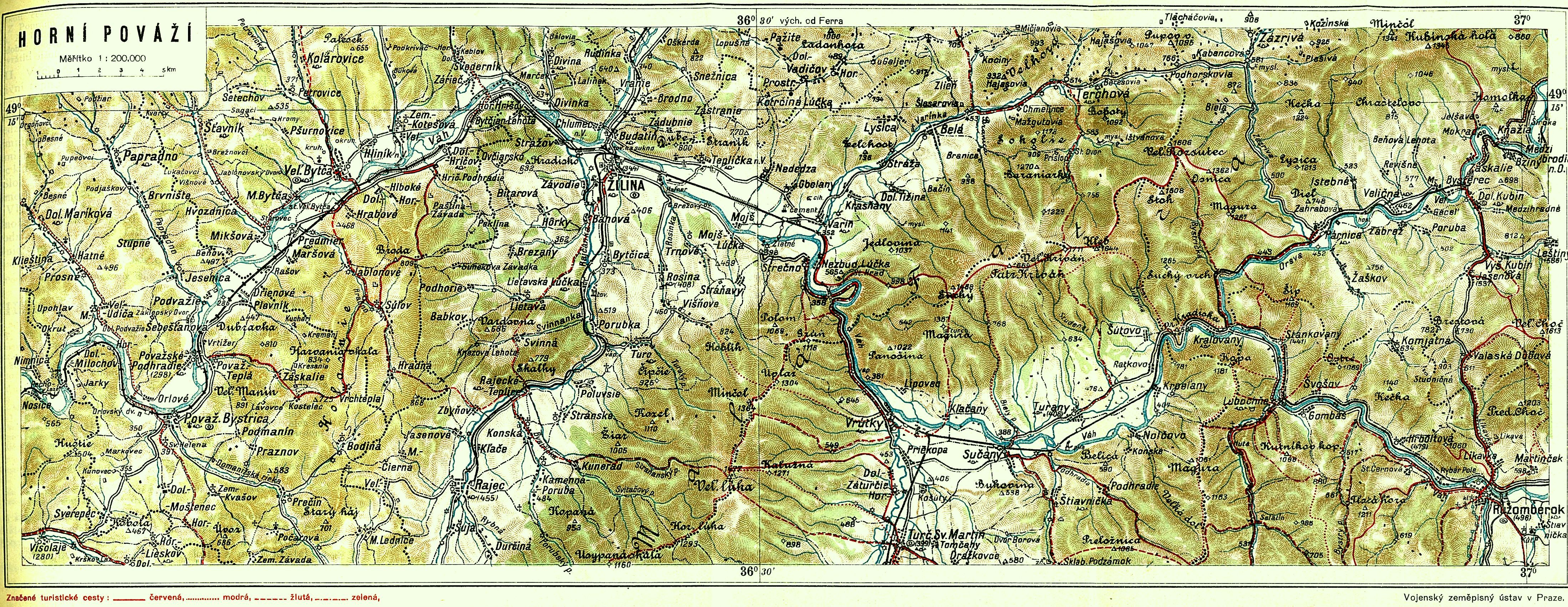
Mapa horního Pováží v době první republiky

Toto je seznam významnějších slovenských měst a obcí na řece Váh:
- Liptovská Teplička (na Černém Váhu)

- Žilinský kraj:
  - Važec (Bílý Váh)
  - Kráľova Lehota (Váh)
  - Liptovská Porúbka
  - Liptovský Hrádok
  - Podtureň
  - Uhorská Ves
  - Liptovský Ján
  - Závažná Poruba
  - Okoličné
  - Liptovský Mikuláš
  - Liptovský Trnovec
  - Vlachy
  - Bešeňová
  - Liptovský Michal
  - Ivachnová
  - Lisková
  - Likavka
  - Ružomberok
  - Černová
  - Hrboltová
  - Švošov
  - Hubová
  - Ľubochňa
  - Stankovany
  - Kraľovany
  - Šútovo
  - Ratkovo
  - Krpeľany
  - Nolčovo
  - Turany
  - Sučany
  - Turčianske Kľačany
  - Vrútky
  - Lipovec
  - Strečno
  - Varín
  - Mojš
  - Teplička nad Váhom
  - Žilina
  - Budatín
  - Považský Chlmec
  - Divinka
  - Horný Hričov
  - Svederník
  - Dolný Hričov
  - Kotešová
  - Hliník nad Váhom
  - Bytča
  - Predmier
  - Maršová-Rašov

- Trenčínský kraj:
  - Plevník-Drienové
  - Považská Teplá
  - Považská Bystrica
  - Udiča
  - Nosice
  - Nimnica
  - Púchov
  - Streženice
  - Dolné Kočkovce
  - Beluša
  - Lednické Rovne
  - Ladce
  - Dulov
  - Košeca
  - Pruské
  - Ilava
  - Slavnica
  - Kameničany
  - Bolešov
  - Borčice
  - Dubnica nad Váhom
  - Nemšová
  - Ľuborča
  - Kľúčové
  - Trenčianska Teplá
  - Skalka nad Váhom
  - Opatová
  - Zamarovce
  - Trenčín
  - Kostolná - Záriečie
  - Chocholná-Velčice
  - Veľké Bierovce
  - Trenčianske Stankovce
  - Adamovské Kochanovce
  - Melčice-Lieskové
  - Ivanovce
  - Trenčianske Bohuslavice
  - Beckov
  - Nové Mesto nad Váhom
  - Kočovce
  - Nová Ves nad Váhom
  - Hôrka nad Váhom
  - Považany
  - Potvorice
  - Brunovce
  - Horná Streda

- Trnavský kraj:
  - Moravany nad Váhom
  - Piešťany
  - Banka
  - Ratnovce
  - Sokolovce
  - Drahovce
  - Jalšové
  - Madunice
  - Leopoldov
  - Hlohovec
  - Horné Zelenice
  - Dolné Zelenice
  - Siladice
  - Šúrovce
  - Vinohrady nad Váhom
  - Sereď
  - Šintava
  - Dolná Streda
  - Šoporňa
  - Váhovce

- Nitranský kraj:
  - Kráľová nad Váhom
  - Dlhá nad Váhom
  - Šaľa
  - Trnovec nad Váhom
  - Selice
  - Žihárec
  - Vlčany
  - Neded
  - Zemné
  - Komoča
  - Dedina Mládeže
  - Kolárovo
  - Vrbová nad Váhom
  - Kameničná
  - Komárno